# Matt Reis

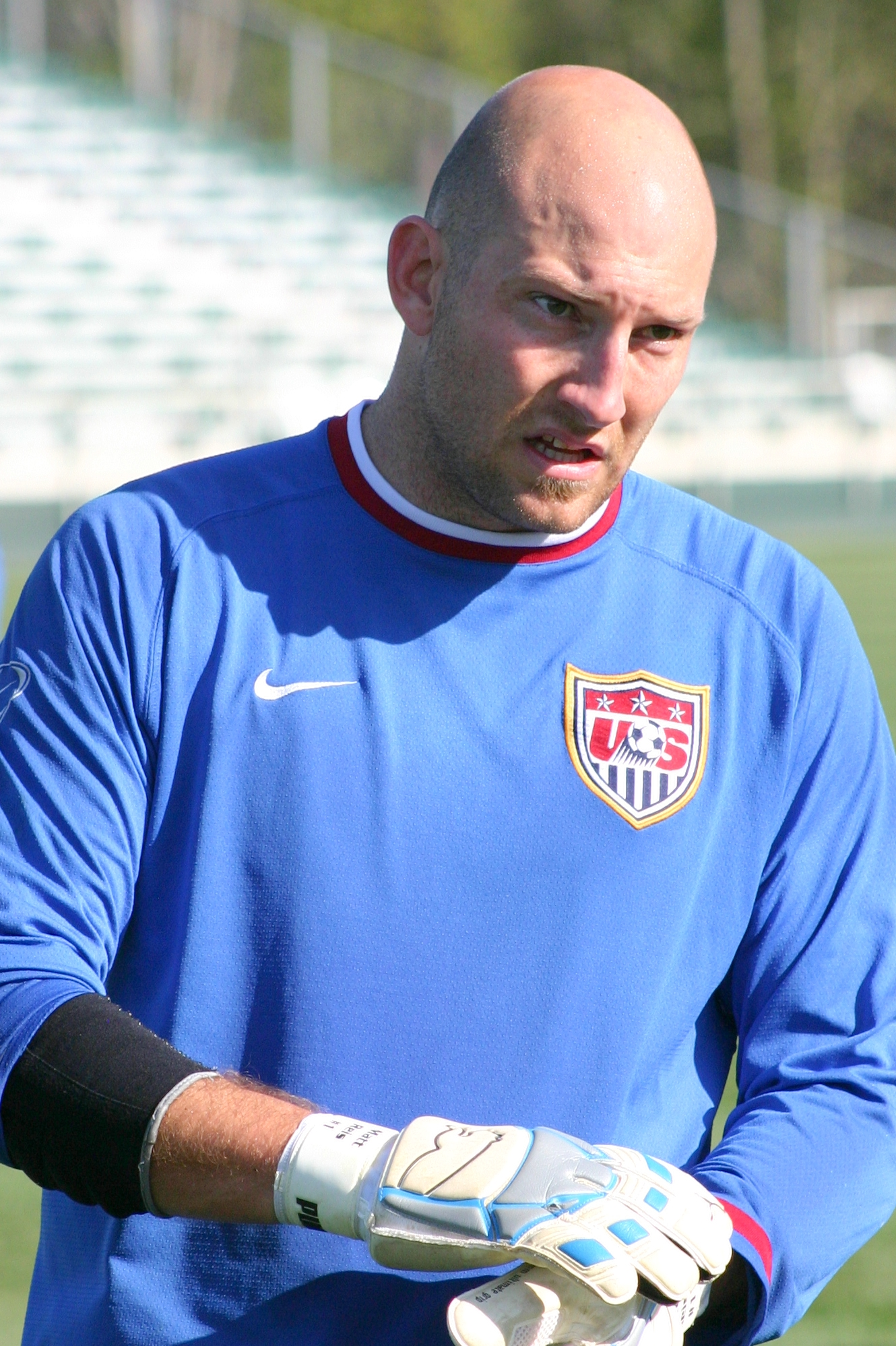
Matt Reis (2006)

Matt Reis (* 28. März 1975 in Atlanta, Georgia) ist ein ehemaliger  US-amerikanischer Fußballtorwart. Er ist derzeit Torwarttrainer bei der Fußballnationalmannschaft der Vereinigten Staaten.

## Leben
Reis war Fußballspieler der University of California, Los Angeles und wurde im Jahre 1998 von den Los Angeles Galaxy verpflichtet. Da zu dieser Zeit der damalige Torwart Kevin Hartman einen Stammplatz innehatte, hatte Reis in den ersten fünf Spielzeiten in der MLS kaum Einsätze. Die meisten Spiele, nämlich 16, bestritt er dann 2001, als er den verletzten Hartman vertrat. 2002 wechselte er zu New England Revolution.
Bei New England war er zunächst nur Ersatzmann, wurde jedoch Mitte 2004 zum Stammtorhüter ernannt. Er war der erste Tormann, der in einem Playoff-Spiel zwei Elfmeter parieren konnte, so geschehen, als sie die favorisierten Columbus Crew zu besiegen vermochten. Zudem hielt er zwei der vier Elfmeter im Elfmeterschießen gegen Chicago Fire in der ersten Playoff-Runde. Reis war außerdem Anwärter auf den Preis des MLS Torwart des Jahres in den Jahren 2005 und 2006. Seinen ersten Länderspieleinsatz für die amerikanische Nationalmannschaft hatte er am 22. Januar 2006, beim 0:0 gegen Kanada. Er gewann den Lamar Hunt U.S. Open Cup 2007 mit New England.
Matt ist auch als Spaßmacher unter seinen Teamkollegen und dem amerikanischen Fußball bekannt.  Als Aprilscherz verkleidete er sich, nachdem der Vorstand die Verpflichtung von Luis „El Lobo“ Fangoso angekündigt hatte, als dieser, indem er sich eine Perücke und ein Stirnband aufsetzte. Obwohl dieser Streich bald in Vergessenheit geriet, halfen jene Späße viele Fans seiner Mannschaft für ihn zu gewinnen (bis heute machen Fans von New England Revolution witzige Anmerkungen über Fangoso, wenn sie über Spielerverpflichtungen diskutieren.).  Am 1. April 2007 gab der Verein an, dass der Vertrag mit Fangoso nach zwei Jahren nun abgelaufen sei.
Reis, der eine Glatze hat, überzeugte zudem seinen mexikanischen Teamkollegen José Manuel Abundis, der kurz zuvor als Verstärkung gekauft wurde, sich für die Playoffs 2006, auch eine Glatze schneiden zu lassen. Dies hat Reis einen Kultstatus unter den Fans eingebracht, die ihn seither als „glatzköpfigen, kurzärmligen Schüssestopper“ bezeichnen.

## Titelgewinne
- Los Angeles Galaxy: CONCACAF Champions Cup – 2000; MLS Cup – 2002; Lamar Hunt U.S. Open Cup – 2001; MLS Supporters’ Shield – 1998, 2002
- New England Revolution: Lamar Hunt U.S. Open Cup – 2007